# Gérard Saclier de La Bâtie
Gérard Saclier de La Bâtie, né le 2 février 1925 à Cours (Nièvre) et mort le 20 août 2006 au château de Chanteloup-les-Bois (Nièvre), est un généalogiste, théoricien politique et militant associatif français.
Il est connu pour sa contribution au renouveau du légitimisme en France.

## Biographie

### Généalogie
Fils d’André Saclier de La Bâtie (1888-1953) et de Marcelle de Bayle de La Bâtie (1886-1957), Gérard Saclier de La Bâtie naît à Cours, dans la Nièvre. Il travaille également comme généalogiste. En 1953, il fonde le Centre d'Entraide généalogique, dont il reste président jusqu'en 1970. Le 26 mai 1967, il rejoint le Collège de Généalogie du Brésil.

### Légitimisme
Légitimiste, il devient en 1954 le président de l'association « La Vendée sancerroise », dont la vocation est de faire connaître le mouvement contre-révolutionnaire qui s'est développé entre 1789 et 1800 dans le Berry. En 1956, à la demande du prince Jacques-Henri de Bourbon, il fonde ensuite l'Association générale des légitimistes de France, qui intègre l'Institut de la maison de Bourbon en 1973 et devient en 1980 l'Union des cercles légitimistes de France. Son but est alors d'encourager l'étude historique et scientifique du légitimisme, tout en promouvant le royalisme en France. 
Enfin, en 1973, il fonde La Gazette Royale, diffuseur d'idées traditionaliste et légitimiste.

### Traditionalisme
Opposé aux résolutions du Concile Vatican II, il crée l'association « Saint-Pie V », destinée à préserver le rite tridentin et la doctrine traditionnelle. Enfin, il fonde plus tard le Comité de coordination des associations catholiques, qu'il préside également. 

## Ouvrages
- Vendée sancerroise, 1796 (préf. François-Xavier de Bourbon-Parme), Société de Presse Berrichonne, 1971, 92 p.
- Essai sur les families de Brézé de généalogique la Chaise et Terrier de la Chaise (préf. J.Guesdon de La Roque), Cosne, 1962, 48 p.